# Associazione italiana sommelier
L'Associazione Italiana Sommelier (acronimo: AIS) è un'organizzazione senza scopo di lucro fondata a Milano il 7 luglio 1965 che successivamente – con decreto n. 539 del Presidente della Repubblica del 6 aprile 1973 – ha ottenuto il riconoscimento giuridico da parte dello stato italiano.

## Obiettivo
L'Associazione Italiana Sommelier si prefigge lo scopo di qualificare la figura professionale del sommelier e di valorizzare la cultura del vino, svolgendo prevalentemente attività di carattere didattico ed editoriale per diffondere la conoscenza e l'apprezzamento delle bevande alcoliche, dei prodotti alimentari tradizionali e tipici e della tecnica di abbinamento cibo-vino.

## Storia e sviluppo
I soci fondatori dell'AIS furono Gianfranco Botti, Jean Valenti, Leonardo Guerra ed Ernesto Rossi. Il primo presidente fu Gianfranco Botti.
La scelta del termine sommelier (al posto di coppiere o bottigliere) fu motivata dall'internazionalità ormai acquisita dell'appellativo, dalla sintonia con la politica europeista che lo Stato Italiano stava delineando in quegli anni e dalla facilità con cui si riconosceva in quel nome la figura del professionista del servizio del vino.
Da quel momento iniziarono la storia e la crescita dell'AIS: l'obiettivo dei fondatori era quello di qualificare i dipendenti che operavano nella ristorazione italiana e quindi, nei primi tempi, si accettarono iscrizioni da parte di persone facenti parte del solo personale di sala. Dopo pochi anni, visto il crescente interesse verso la nuova associazione, la politica di adesione fu aperta ad altre categorie, dapprima sempre operanti nel settore della ristorazione e della mescita e poi aperta a tutti, anche ai semplici appassionati. Per diffondere ulteriormente le proprie finalità, il consiglio nazionale ebbe l'idea di organizzare un congresso su scala nazionale e di istituire il concorso per il miglior sommelier d'Italia.
Nel 1968 a Milano, presso il Politecnico del Commercio, si tenne il primo corso di qualificazione professionale per sommelier, con la collaborazione dell'Associazione degli Enotecnici Italiani. Nacque così una prima dispensa di studio, seguita dalla prima stesura delle domande per gli esami e dall'idea di Franco Tommaso Marchi (colui che diede il decisivo impulso alla crescita dell'AIS) di creare e definire una didattica dettagliata, che in pochi anni mise a punto anche un secondo livello del corso, dedicato a Enografia Nazionale e Tecnica della Degustazione. Nel 1979 – con il contributo di Nerio Raccagni, Pietro Mercadini, Angelo Solci, Antonio Picciardini e molti altri – fu poi realizzato il terzo livello del corso (Tematica dell'abbinamento cibo-vino), fondato sulle caratteristiche degli alimenti in funzione dell'abbinamento del vino con il cibo.
L'Associazione Italiana Sommelier promuoveva a quei tempi le proprie attività sul territorio nazionale attraverso la pubblicazione periodica di articoli su diverse riviste (Shaker Club, Gourmet Club, Il Vino, Vini e Liquori, Il Sommelier), che si rendevano disponibili alla divulgazione di tutto ciò che riguardava il settore della sommellerie. Solo a partire dall'Aprile 1994 l'AIS iniziò a pubblicare in proprio la rivista Il Sommelier Italiano. Nel 2007 la rivista cambiò nome in DeVinis e nel 2011 passò alla versione online.
AIS è stata protagonista di due scissioni (o spin-off, come si usa ormai dire):
- nel 2007 Giuseppe Vaccarini – Miglior sommelier nel mondo 1978 e presidente AIS dal 1999 al 2002  – fondò l'Associazione della Sommellerie Professionale Italiana (ASPI), trovando l'immediato consenso di altri membri AIS dell'epoca, tra cui anche Jean Valenti, uno dei membri fondatori[8];
- il 9 dicembre 2013 AIS Roma – ad opera di Franco Ricci, direttore di Bibenda (espressione editoriale della sede romana dell'Associazione) e presidente di AIS Lazio – diede vita a Fondazione Italiana Sommelier (FIS); la maggior parte dei relatori e degli associati che accolsero questa iniziativa erano inizialmente di Roma e del Lazio[9], anche se in seguito numerosi esponenti di altre aree hanno aderito alla FIS, oggi presente in tutte le regioni italiane[10].

Dal 2014, con la scissione della FIS, la rivista Bibenda (oggi espressione della FIS, insieme alla omonima guida) è stata sostituita da Vitae, che dà il nome anche alla nuova guida vini AIS.
Da settembre 2023 la metodica di degustazione del vino (la terminologia e le schede di valutazione), dopo più di 40 anni, è stata profondamente revisionata.

## La didattica AIS
L'Associazione Italiana Sommelier organizza il corso di qualificazione professionale per sommelier AIS, il cui programma formativo è articolato su tre livelli. Alla fine del terzo livello è previsto un esame completo (scritto, pratico e orale), al superamento del quale viene rilasciato il diploma di Sommelier, insieme a una spilla in argento e al tradizionale tastevin con catenella. Per chi svolge un'attività lavorativa nel settore enogastronomico (ristorazione, enoteche, wine bar ecc.) è previsto invece il diploma di Sommelier Professionista, con la spilla in oro.
- Il primo livello affronta le tematiche legate alla viticoltura, all'enologia e soprattutto alla tecnica della degustazione e del servizio;[14]
- Il secondo livello approfondisce l'enografia nazionale e internazionale, con particolare attenzione ai vari vitigni e al legame del vino con il territorio;[14]
- Il terzo livello approfondisce la tecnica della degustazione del cibo e in modo particolare quella dell'abbinamento cibo-vino.[14]

Oltre a quella di sommelier, AIS prevede altre qualifiche, che comportano specifici seminari, con degustazioni ed esami finali:
- comunicazione e programmazione didattica;
- degustatore Ufficiale AIS (Tecnica della degustazione);
- relatore di I, II e III livello;
- direttore di corso;
- esperto di tecniche di servizio;
- esperto di tecnica dell'abbinamento cibo-vino.

Da alcuni anni, infine, l'AIS prevede la realizzazione di un corso in collaborazione con ALMA. Questo Master Sommelier ALMA-AIS viene considerato un vero e proprio quarto livello dell'offerta formativa dell'AIS e si pone come obiettivo di "completare la formazione del sommelier con una preparazione specifica dedicata alla gestione e alla comunicazione del vino".

## L'abbinamento cibo-vino
La metodica AIS sull'abbinamento del vino più corretto con una specifica preparazione culinaria (piatto) è oggetto di uno specifico corso (Terzo livello) e rappresenta uno degli scopi statutari dell'Associazione. Il Metodo Mercadini, caratteristica distintiva di AIS rispetto ad altre associazioni, è stato il primo approccio tecnico-scientifico in Italia per accostare a ogni cibo il tipo di vino più corretto.
Il concetto su cui si basa è quello dell'abbinamento per contrapposizione o per concordanza:
- si scompone il cibo (che può essere una preparazione strutturata – come le lasagne – oppure un alimento semplice, come una banana) nelle sue caratteristiche sensoriali e le si classifica in dettagliate macro-categorie (tendenza dolce, grassezza, aromaticità, struttura, ecc.);
- si esegue lo stesso procedimento per il vino (tannini, acidità, morbidezza, corpo, ecc.);
- mediante un algoritmo grafico-numerico si cerca di abbinare i due prodotti (o contrapponendo le sensazioni del cibo con quelle opportune del vino, oppure, al contrario, accostandole per analogia), alla ricerca di un abbinamento il più possibile armonico.

Il procedimento è naturalmente supportato da una apposita scheda di abbinamento.

## Cronologia dei presidenti AIS
- Sandro Camilli (in carica dal 2022)
- Antonello Maietta (2010-2022)
- Terenzio Medri (2002-2010)
- Giuseppe Vaccarini (1999-2002)
- Eddy Furlan (1993-1999)
- Alberto Ciarla (1990-1993)
- Dino Boscarato (1981-1990)
- Franco Colombani (1973-1981)
- Rinaldo Pozzi (1966-1973)
- Gianfranco Botti (interim 1965-1966)